# 1927 في تركيا
فيما يلي قوائم الأحداث التي وقعت خلال عام 1927 في تركيا.

## كتب
من الكتب التي صدرت هذه السنة في تركيا:
- 1 أكتوبر – نطق من تأليف مصطفى كمال أتاتورك.

## مواليد

### أكتوبر
- 13 أكتوبر – توركوت أوزال

### نوفمبر
- 10 نوفمبر – ودعت دالوكاي مهندس معماري تركي.

## وفيات

### يناير
- 4 يناير – سليمان نظيف (مواليد 1870)

### ديسمبر
- 7 ديسمبر – لويس شيخو (مواليد 1859) كهنوت عراقي.